# Jesús Lugo
Jesús Alberto Lugo Limpio (Villa de Cura, Estado Aragua, Venezuela; 14 de septiembre de 1991) es un futbolista venezolano que juega como centrocampista y actualmente se encuentra sin equipo.
Su primer equipo profesional fue el Aragua Fútbol Club de la Primera División de Venezuela. En la temporada 2009/10 fue galardonado con el premio al Juvenil del Año.

## Clubes
| Club                | País      | Temporada   | Juegos | Goles |
| ------------------- | --------- | ----------- | ------ | ----- |
| Aragua              | Venezuela | 2009 - 2017 | 219    | 43    |
| Deportivo La Guaira | Venezuela | 2017 - 2019 | 28     | 1     |
| Aragua              | Venezuela | 2019 - 2020 | 12     | 2     |
| Zulia FC            | Venezuela | 2020        | 4      | 0     |
| Portuguesa FC       | Venezuela | 2021        | 0      | 0     |